# Kristoffer Silberg
Kristoffer Silberg (26 marzo 1985) è un giocatore di calcio a 5 e calciatore norvegese, di ruolo intermedio e centrocampista dello Skoppum.

## Carriera
Silberg ha giocato nelle giovanili dell'Ørn-Horten, venendo aggregato alla prima squadra a partire dalla stagione 2003. Ha esordito quindi in data 21 maggio, subentrando a Morten Bredesen Føske nella vittoria per 2-4 arrivata sul campo del Kongsvinger, sfida valida per il primo turno del Norgesmesterskapet 2003. Il 29 maggio successivo ha invece debuttato in 1. divisjon, sostituendo Ardian Gashi nella sconfitta per 4-0 subita in casa dell'HamKam. Al termine dell'annata, la squadra è retrocessa in 2. divisjon.
Attivo anche nel calcio a 5, a marzo 2008 è stato reso noto che Silberg avrebbe giocato anche nell'Horten. La squadra ha partecipato alla Futsal Eliteserie – riconosciuto dalla Norges Fotballforbund – a partire dalla stagione 2008-2009. I campionati di calcio a 5 norvegesi cominciano infatti al termine delle stagioni calcistiche, rendendo compatibili entrambe le attività. Nella stagione 2013-2014 è stato in forza all'Ørn-Horten, sezione facente parte dell'omonima squadra.
In campo calcistico, Silberg ha continuato a giocare per l'Ørn-Horten fino al termine della 2. divisjon 2015. Nel 2016 è passato infatti allo Skoppum, compagine militante in 4. divisjon.

## Statistiche

### Presenze e reti nei club
Statistiche aggiornate al 7 dicembre 2017.
| Stagione          | Club              | Campionato        | Campionato | Campionato | Coppe nazionali | Coppe nazionali | Coppe nazionali | Coppe continentali | Coppe continentali | Coppe continentali | Supercoppe | Supercoppe | Supercoppe | Totale | Totale |
| Stagione          | Club              | Comp              | Pres       | Reti       | Comp            | Pres            | Reti            | Comp               | Pres               | Reti               | Comp       | Pres       | Reti       | Pres   | Reti   |
| ----------------- | ----------------- | ----------------- | ---------- | ---------- | --------------- | --------------- | --------------- | ------------------ | ------------------ | ------------------ | ---------- | ---------- | ---------- | ------ | ------ |
| 2003              | Ørn-Horten        | 1D                | 5          | 0          | CN              | 1               | 0               | -                  | -                  | -                  | -          | -          | -          | 6      | 0      |
| 2004              | Ørn-Horten        | 2D                | ?          | ?          | CN              | ?               | ?               | -                  | -                  | -                  | -          | -          | -          | ?      | ?      |
| 2005              | Ørn-Horten        | 2D                | ?          | ?          | CN              | ?               | ?               | -                  | -                  | -                  | -          | -          | -          | ?      | ?      |
| 2006              | Ørn-Horten        | 2D                | ?          | ?          | CN              | ?               | ?               | -                  | -                  | -                  | -          | -          | -          | ?      | ?      |
| 2007              | Ørn-Horten        | 3D                | ?          | ?          | CN              | ?               | ?               | -                  | -                  | -                  | -          | -          | -          | ?      | ?      |
| 2008              | Ørn-Horten        | 3D                | ?          | ?          | CN              | ?               | ?               | -                  | -                  | -                  | -          | -          | -          | ?      | ?      |
| 2009              | Ørn-Horten        | 3D                | ?          | ?          | CN              | ?               | ?               | -                  | -                  | -                  | -          | -          | -          | ?      | ?      |
| 2010              | Ørn-Horten        | 2D                | ?          | ?          | CN              | ?               | ?               | -                  | -                  | -                  | -          | -          | -          | ?      | ?      |
| 2011              | Ørn-Horten        | 2D                | ?          | ?          | CN              | ?               | ?               | -                  | -                  | -                  | -          | -          | -          | ?      | ?      |
| 2012              | Ørn-Horten        | 2D                | 25         | 6          | CN              | 1               | 0               | -                  | -                  | -                  | -          | -          | -          | 26     | 6      |
| 2013              | Ørn-Horten        | 3D                | 25         | 27         | CN              | 3               | 3               | -                  | -                  | -                  | -          | -          | -          | 28     | 30     |
| 2014              | Ørn-Horten        | 2D                | 17         | 4          | CN              | 2               | 0               | -                  | -                  | -                  | -          | -          | -          | 19     | 4      |
| 2015              | Ørn-Horten        | 2D                | 25         | 4          | CN              | 2               | 1               | -                  | -                  | -                  | -          | -          | -          | 27     | 5      |
| Totale Ørn-Horten | Totale Ørn-Horten | Totale Ørn-Horten | 97+        | 41+        |                 | 8+              | 4+              |                    | -                  | -                  |            | -          | -          | 105+   | 45+    |
| 2016              | Skoppum           | 4D                | ?          | ?          | -               | -               | -               | -                  | -                  | -                  | -          | -          | -          | ?      | ?      |
| 2017              | Skoppum           | 4D                | ?          | ?          | CN              | ?               | ?               | -                  | -                  | -                  | -          | -          | -          | ?      | ?      |
| Totale Skoppum    | Totale Skoppum    | Totale Skoppum    | ?          | ?          |                 | ?               | ?               |                    | -                  | -                  |            | -          | -          | ?      | ?      |
| Totale            | Totale            | Totale            | ?          | ?          |                 | ?               | ?               |                    | -                  | -                  |            | -          | -          | ?      | ?      |